# Вайшля, Иосиф Станиславович
Иосиф Станиславович Вайшля (1906—1937) — советский комсомольский и партийный деятель, кавалер ордена Ленина (29.10.1933).
Родился в 1906 г. в д. Ключки Витебской губернии, латыш, последний и поздний ребёнок в семье родителей, поэтому рано осиротел. Образование среднее (7 классов). Член РКП(б) с 1925 года.
В 1917—1919 гг. ученик слесаря в мастерской Петрограда. Затем работал слесарем на различных предприятиях. С 1925 года на комсомольской работе.
Секретарь (1929—1931), второй секретарь (1931—1933) Ленинградского обкома ВЛКСМ. В 1933—1937 гг. ответственный секретарь Ленинградского обкома и горкома ВЛКСМ.
Награждён орденом Ленина (29.10.1933) как руководитель ленинградского комсомола, «умело мобилизующий комсомольские массы на выполнение промфинплана».
С 23 июня по 16 октября 1937года 2-й секретарь Иркутского горкома ВКП(б).
Делегат XVII съезда ВКП(б) (1934).
Член ЦК ВЛКСМ с 1931 г., кандидат в члены Бюро ЦК ВЛКСМ с 15.02.1931, член Бюро ЦК ВЛКСМ с 1936 г.

Арестован в Иркутске 01.11.1937 по ст. ст. 58-10, 58-11 УК РСФСР. Этапирован в Ленинград. Повесился в камере 28.11.1937.
Сочинения:
- Быть во всеоружии к славной годовщине [Текст] : (К 15-летию Ленингр. орг-ции комсомола) / И. Вайшля. — Москва ; Ленинград : Мол. гвардия, 1932 (Л. : тип. «Коминтерн»). — Обл., 96 с., включ. тит. л.; 14х12 см.
- Энтузиасты цехов : [О работе ленинградского комсомола на фронте социалистического строительства] / М. Вайшля, Вл. Вагин ; Обложка: U [Ушин]. — Москва ; Ленинград : Молодая гвардия, 1930 (Л. : тип. издат. «Молодая гвардия»). — 96 с.; 17х13 см